# Liste Meisenheimer Persönlichkeiten
Die Liste Meisenheimer Persönlichkeiten enthält bedeutende Persönlichkeiten mit Bezug zu Meisenheim, geordnet nach Personen, die in der Stadt geboren wurden, beziehungsweise in Meisenheim gewirkt haben.

## Söhne und Töchter der Stadt

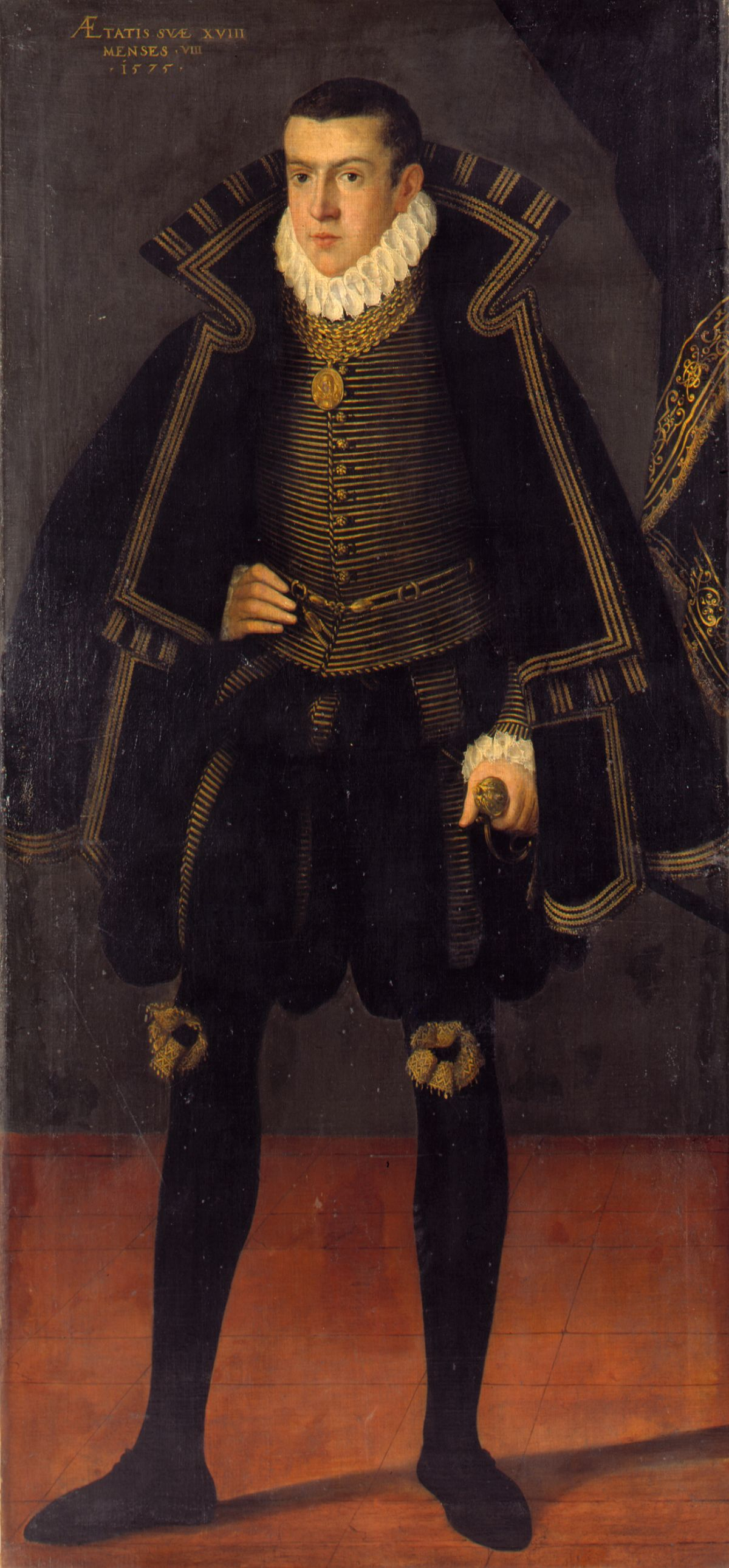
Friedrich von Pfalz-Vohenstrauß-Parkstein

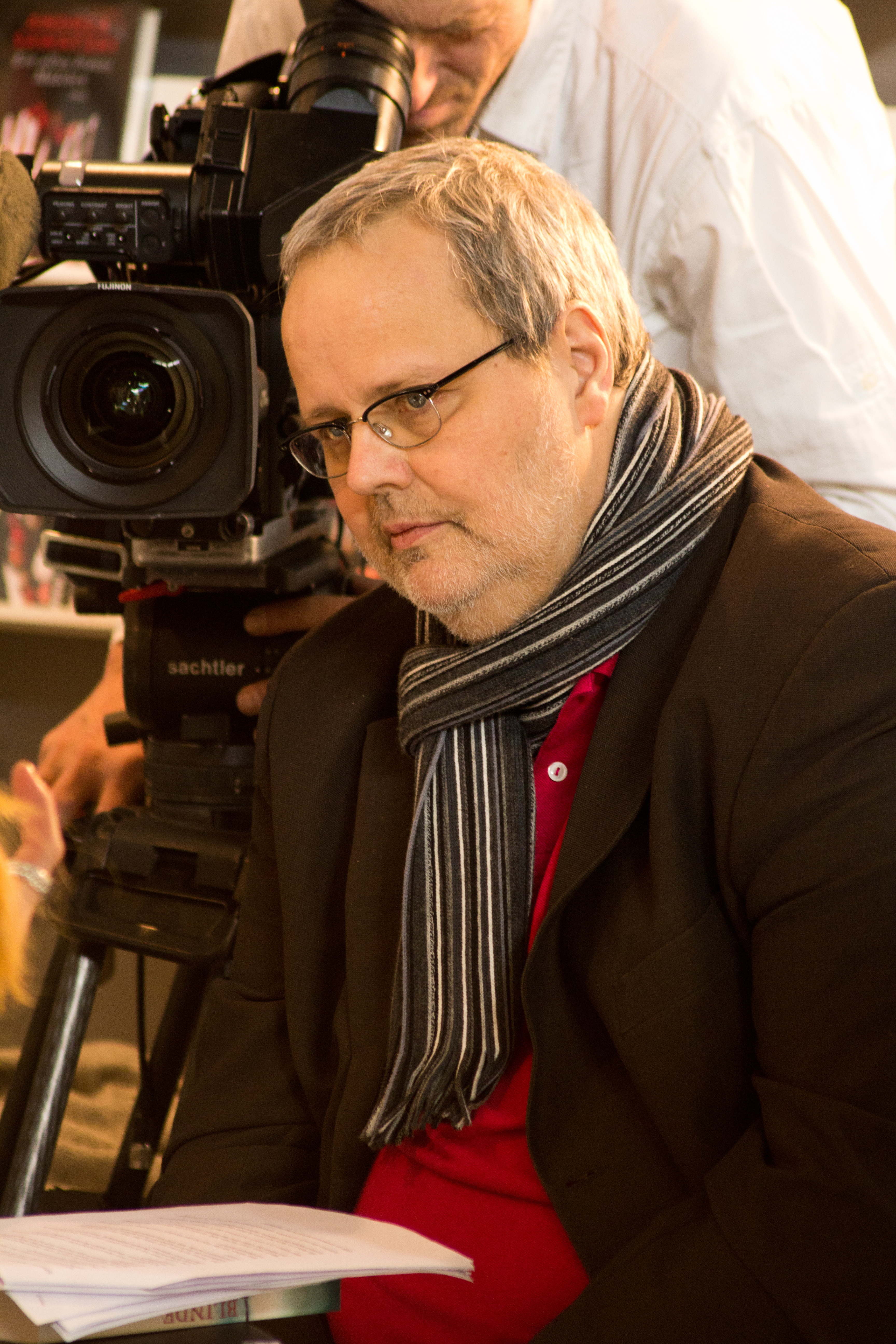
Peter Hetzel

### Jahrgänge bis 1900
- Johannes II. von Alben (Ivan II. Albeni) OSB († 1433), Abt von Topuszkó und Pannonhalma, Bischof von Veszprém, Pécs und Zagreb, Kanzler von Ungarn[1]
- Johann I. (Pfalz-Zweibrücken) (1550–1604), Pfalzgraf und Herzog von Pfalz-Zweibrücken
- Friedrich von Pfalz-Vohenstrauß-Parkstein (1557–1597), Herzog von Pfalz-Parkstein
- Elisabeth von Pfalz-Zweibrücken (1642–1677), Adelige
- Johann Friedrich Allmacher (1648–1686), Arzt und Chirurg
- Philipp Heinrich Hellermann (1728–1806), Baumeister des Spätbarock und Klassizismus
- Johann Carl Bonnet (1737–1786), Dichter und Pfarrer
- Friedrich Karl von Fürstenwärther (1769–1856), österreichischer Feldmarschall-Leutnant und Freiherr, dem Herrscherhaus Wittelsbach abstammend
- Leopold von Fürstenwärther (1769–1839), bayerischer Offizier und Freiherr, dem Herrscherhaus Wittelsbach abstammend
- Ludwig Neureuter (1796–1871), Maler, Vergolder und Hersteller von Bilderuhren
- Joseph Heinrich Friedlieb (1810–1900), katholischer Theologe
- Ludwig Römmich (1816–1894), pfälzischer Beamter und Politiker
- Karl Koehl (1847–1929), Arzt und Prähistoriker, Pionier der Steinzeit- und Bronzezeitforschung
- Carl von Coerper (1854–1942), Admiral und Marineattaché
- Heinrich Coerper (1863–1936), Geistlicher, Gründer der Liebenzeller Mission
- Carl Braun (1886–1960), Kammersänger

### 20. Jahrhundert
- Peter Heinrich Kemp (* 1939), Retuscheur, Chemiker, Forensiker und Autor
- Peter Hetzel (1960–2014), Literaturkritiker, Journalist und Autor
- Christian Held (* 1961), Jurist mit Schwerpunkt im Energierecht
- Paul Metzger (* 1973), Theologe und Pfarrer der Evangelischen Kirche der Pfalz
- Sabine Vollstädt-Klein (* 1973), Mathematikerin und Humanwissenschafterin
- Sascha Gravius (* 1977), Orthopäde und Unfallchirurg sowie Gesundheitsökonom und Hochschullehrer
- Marco Reich (* 1977), Fußballspieler
- Melitta Gillmann (* 1984), Germanistin und Hochschullehrerin
- Marcel Zuschlag (* 1993), Schauspieler

## In Meisenheim haben gewirkt
- Balthasar Venator (1594–1664), seit 1639 Landschreiber in Meisenheim, ab 1652 Amtmann des Amtes Meisenheim
- Charlotte Friederike von Pfalz-Zweibrücken (1653–1712), Retterin der Stadt vor der Zerstörung 1689, Administratorin von Pfalz-Zweibrücken 1693–1697
- Johann Nikolaus Götz (1721–1781), lutherischer Oberpfarrer und Inspektor in Meisenheim 1754–1761
- Johann Christoph Beysiegel (1778–1843), Gold- und Silberschmied sowie Oberleutnant bei der Landwehr (1819)[2]
- Ernst Hermann Albert Loewedon Falkenhagen (1828–1902), Verwaltungsbeamter, Bürgermeister 1869–1872
- Johann Georg Martin Reinhardt (1794–1872), Landrat des Oberamtes/Kreises Meisenheim von 1832 bis 1872
- Hellmut von Schweinitz (1901–1960), Schriftsteller und Journalist, Pfarrer an der ev. Schloßkirche 1947–1960, Begründer der Meisenheimer Dichterwochen
- Wolfgang Schumann (* 1929), von 1984 bis 1999 Bürgermeister
- Eike Emrich (1957–2023), Sportsoziologe und -ökonom
- Ralph Spiegler (* 1961), Politiker (SPD)
- Melitta Sundström (1963–1993), eigentlich Thomas Gerards, Unterhaltungskünstler; in Meisenheim beerdigt
- Tim Ganz (* 1997), Handballspieler
- Anton Hain, Gründer des Anton Hain Verlags